# Vidalia duplicata
Vidalia duplicata är en tvåvingeart som först beskrevs av Han och Wang 1994.  Vidalia duplicata ingår i släktet Vidalia och familjen borrflugor. Inga underarter finns listade i Catalogue of Life.